# Куп'єватівська сільська рада
Куп'єватівська сільська рада — колишній орган місцевого самоврядування у Глобинському районі Полтавської області з центром у селі Куп'євате. Населення сільської ради на 1 січня 2011 року становить 727 жителів. Раді підпорядковані 5 населених пунктів:
1. с. Куп'євате
2. с. Демидівка
3. с. Лукашівка
4. с. Майданівка
5. с. Манилівське

## Географія
Сільська рада межує з Кринківською, Петрівською, Федорівською, Заможненською, Манжеліївською сільськими радами. На території сільської ради протікає річка Хорол.
Куп’єватівська сільська рада розташована в лісостеповій зоні. Ґрунти чорноземні. Площа сільської ради 5388,7 га.

## Історія
Назву одержано від річки Куп’єватої (правої притоки Хоролу) біля якої виникло, на рубежі XIX та XX ст. На місці села існувала економія поміщика М. І. Вязьмітінова. У господарстві були млин, олійниця крупорушка. Радянську владу проголошено в січні 1918 року. Маєток був націоналізований на початку 20-х років. Хутір був віднесений до Фидрівської сільської ради, Манжеліївського району Кременчуцького округу. У 1926 р. на хуторі 29 дворів 166 жит. У період Другої світової війни на фронтах загинуло 160 жителів.
Село електрифіковане у 1960 році, радіофіковане у 1961 році, 1965 році висаджено парк. 1973 збудовано дорогу з твердим покриттям.

## Населення
На території Землянківської сільської ради розташовано 5 населених пунктів з населенням на 1 січня 2011 року 727 осіб
| № | Назва села     | 2001 чол. | 2011 чол. |
| - | -------------- | --------- | --------- |
| 1 | с. Куп'євате   | 422       | 397       |
| 2 | с. Демидівка   | 30        | 11        |
| 3 | с. Лукашівка   | 141       | 97        |
| 4 | с. Майданівка  | 133       | 80        |
| 5 | с. Манилівське | 161       | 142       |
|   | всього         | 887       | 727       |

## Влада
- Сільські голови[1]:
Сокіл Людмила Іванівна
- Секретар
Сокіл Ірина Михайлівна
- 14 депутатів сільської ради[1]:
  1. Шулик Вадим Віталійович, приватний підприємець, с. Лукашівка
  2. Рибалкін Сергій Васильович, приватний підприємець, с. Лукашівка
  3. Бабко Тетяна Петрівна, голова СФГ «Зоря» с. Манилівське
  4. Бабко Олександр Леонідович, тимчасово не працює, с. Манилівське
  5. Литвиненко Анатолій Володимирович, водій СФГ ім. Т.Г.Шевченка, с. Манилівське
  6. Коваль Тетяна Михайлівна, землевпорядник Куп’єватівської сільської ради, село Майданівка
  7. Росенко Світлана Володимирівна, Глобинський м'ясокомбінат, село Майданівка
  8. Сокіл Ірина Михайлівна, секретар Куп’єватівської сільської ради, село Куп’євате
  9. Путілін Валерій Іванович,тракторист СФГ ім. Т.Г.Шевченка, с. Куп’євате
  10. Філенко Павло Миколайович, Глобинський свинокомплекс, зоотехнік, с. Куп’євате
  11. Артюшенко Оксана Михайлівна, тимчасово не працює, с. Куп’євате
  12. Гирман Оксана Володимирівна, учитель Куп’єватівської ЗОШ І-ІІ ступенів, с. Куп’євате
  13. Дяченко Тамара Михайлівна, учитель Куп’єватівської ЗОШ І-ІІ ступенів, с. Куп’євате
  14. Мицик Ліана Миколаївна, с. Куп’євате

## Економіка
Виробнича спеціалізація підприємств розташованих на території Куп’єтівської сільської ради: виробництво зерна і технічних культур.
Провідним підприємством на території сільської ради є ТОВ АФ «Соняшник». Фермерських господарств — 10:
1. СФГ «Обрій»
2. СФГ ім. Т.Г.Шевченка
3. СФГ «Зоря»
4. СФГ «Молодіжне»
5. СФГ «Прометей»
6. ФГ «Фаворит-2007
7. ФГ «Авангард»
8. ФГ «Нива–Агро»
9. СФГ «Астрагал»
10. ФГ «Камор»

Фізична особа — 1.
СПДФО Попов Є. О.

## Освіта
Працюють:
- загальноосвітня школа І—ІІ ступенів
- дошкільний заклад

## Медицина
Діють два фельдшерсько-акушерських пункти.

## Інфраструктура
На території сільради є:
- сільський будинок культури
- бібліотека
- Куп’єватівське відділення зв’язку

## Архітектурні, історичні та археологічні пам’ятки
На території сільської ради в с. Куп'євате встановлений обеліск «Мати, що тужить» (рос. Скорбящая мать) Воїнам Радянської армії і воїнам–односельцям, які загинули в роки Другої світової віни.
У селі Куп'євате є пам’ятник Леніну 1968 р.
Біля села Майданівки виявлено поселення Черняхівської культури.

## Особистості
- Анциборенко Павло Опанасович (Анцеборенко) (1925—1944) — Герой Радянського Союзу, який загинув на фронті у 1944 році, в Куп'єватівській ЗОШ І-ІІ ступеня відведена музейна кімната.[2][1]